# Prosciurillus weberi
Prosciurillus weberi là một loài động vật có vú trong họ Sóc, bộ Gặm nhấm. Loài này được Jentink mô tả năm 1890.